# 哈尔科夫机械制造设计局
哈尔科夫机械制造设计局（烏克蘭語：Харківське конструкторське бюро з машинобудування імені O.O. Морозова, ХКБМ，羅馬化：Kharkivsʹke konstruktorsʹke byuro z mashynobuduvannya imeni O.O. Morozova, KhKBM，直译：哈尔科夫O·O·莫罗佐夫机械制造设计局，通常简称哈尔科夫机械制造设计局、哈尔科夫机械设计局、莫罗佐夫设计局，或其拉丁字母简称KhKBM）是一家位于哈尔科夫的乌克兰国有企业。主营装甲车辆设计，包括T-80UD和T-84主战坦克以及军用牵引车。KhKBM负责设计和制造了苏联时代许多重要的装甲战斗车辆，包括BT坦克系列，其最著名的设计是T-34、T-54和T-64坦克。KhKBM与马雷舍夫工厂有密切联系。

## 历史
KhKBM于1927年成立，位于乌克兰苏维埃社会主义共和国哈尔科夫市，原为哈尔科夫铁路机车工厂（KhPZ，现为马雷舍夫工厂）的坦克设计团队，负责设计T-12和T-24轻型坦克。20世纪30年代，上级要求设计团队成立为独立的T2K坦克设计局，开始设计BT坦克系列。1936年工厂更名为“183厂”，设计局更名为“KB-190”。工厂还生产了小批量的多炮塔T-35坦克，一个独立的设计局（KB-35）协助其开发工作。

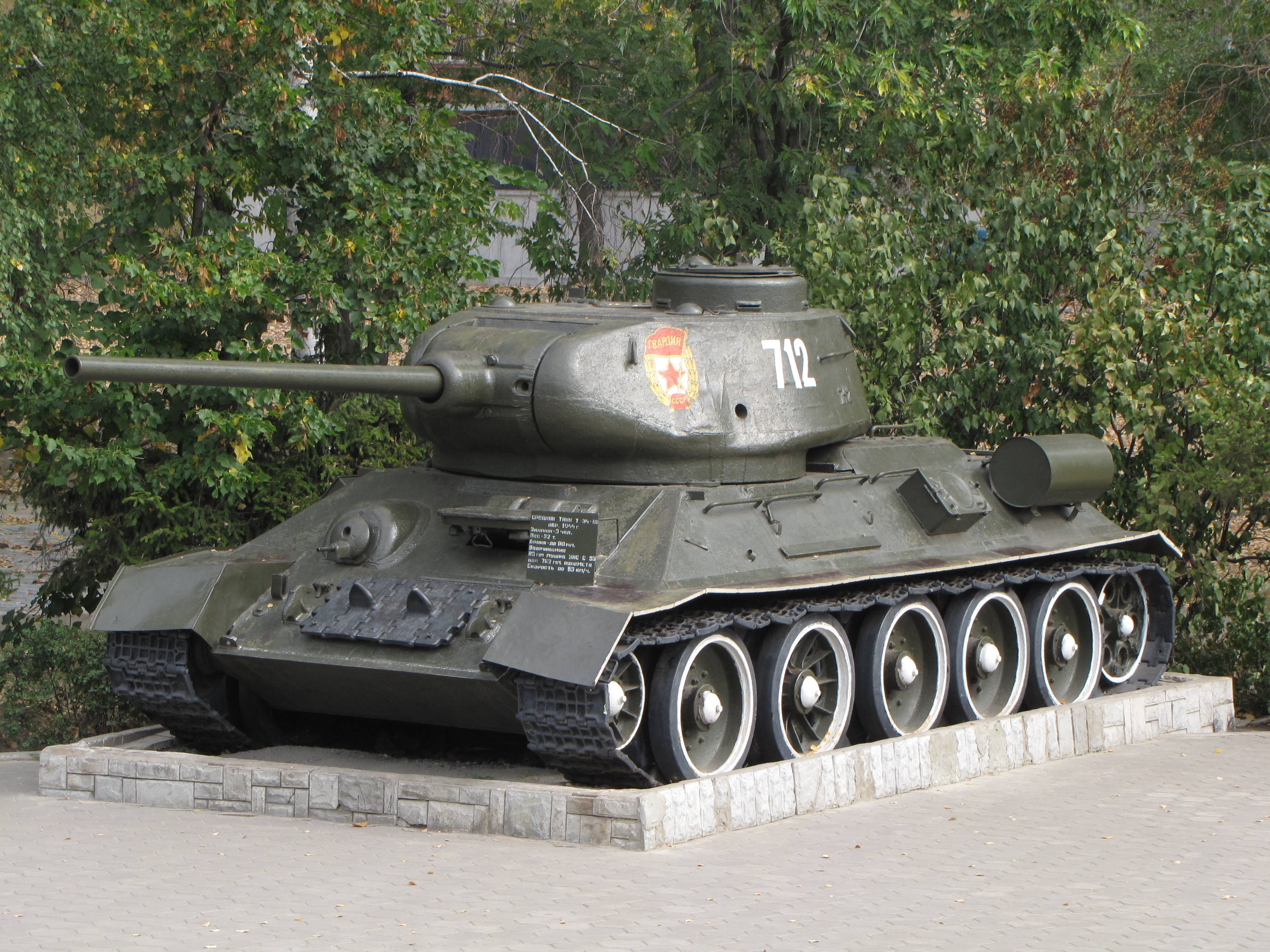
展出的T-34-85坦克

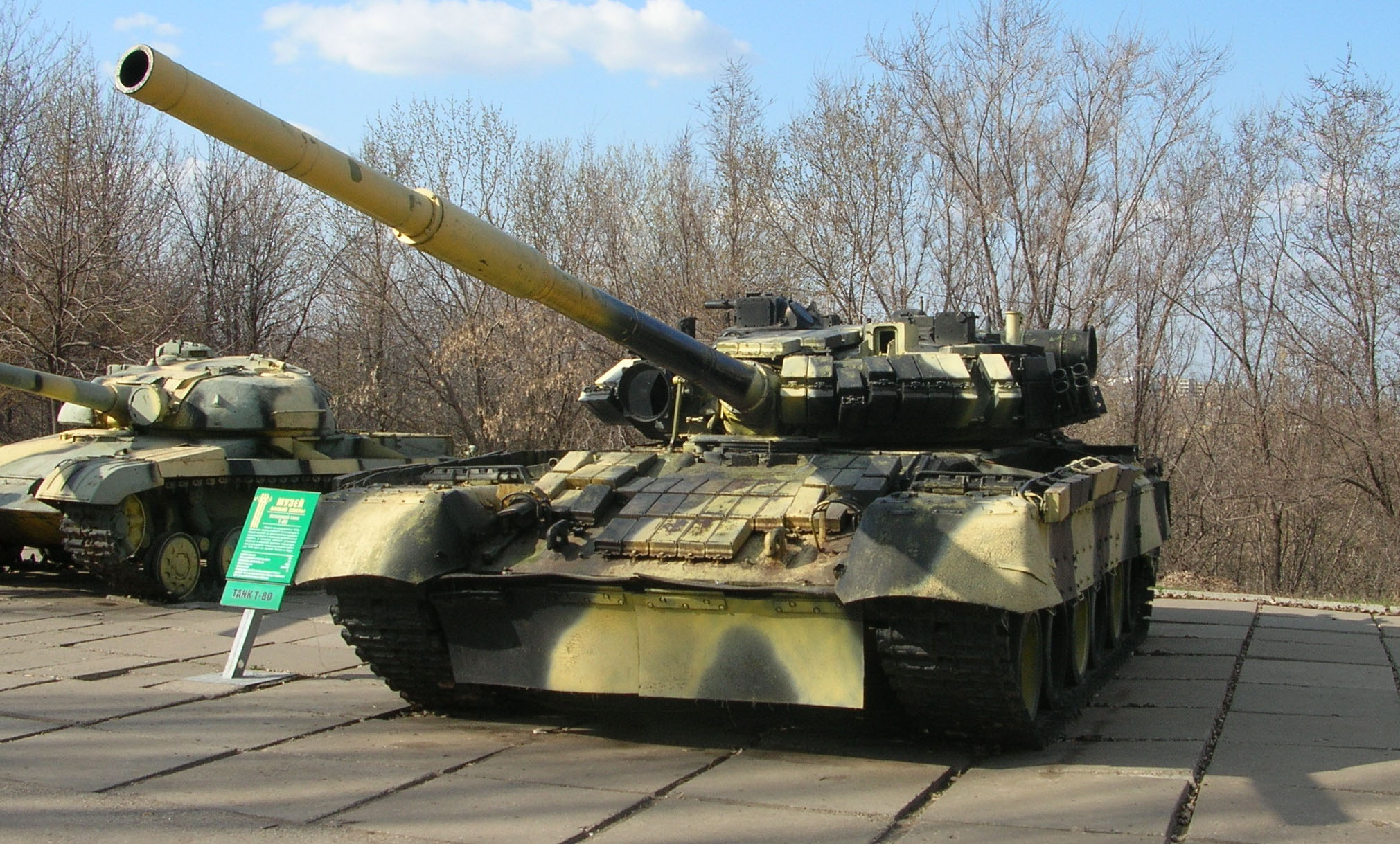
展出的前苏联T-80坦克

1937年，一个由米哈伊尔·科什金的负责的独立设计局成立，负责制造BT坦克系列的替代品。科什金突破了原定的规格，进一步研发出了T-34，这是二战中产量最大、最著名的坦克。1940年6月，哈尔科夫开始批量生产T-34，随后在斯大林格勒拖拉机厂和高尔基的红色索尔莫沃造船厂进行生产。同年，科什金去世，亚历山大·莫罗佐夫接任T-34主设计局（GKB T-34）的首席设计师，他在这一职位上工作了36年，直至去世。
1939年，哈尔科夫的坦克设计局并入一个名为“520部”的机构。1941年，由于德军的推进，工厂和设计车间被迫撤至乌拉尔山脉。工厂与下塔吉尔的乌拉尔机车车辆厂合并为一家企业，名为乌拉尔第183坦克工厂。
尽管设计改进和生产方面的工作继续集中在T-34和改进型T-34-85上，但新的设计工作也在战争期间继续进行。T-44于1945年在夺回的哈尔科夫工厂开始生产，并制造了第一批T-54原型车。
战争结束后，工厂逐渐将业务转移回乌克兰（当时名为“哈尔科夫第75柴油厂”）。T-54的生产于1947-1948年在乌拉尔和哈尔科夫同时进行，并随着1951年哈尔科夫KB-60M设计局的成立而结束。
战后时期，莫罗佐夫将T-54/55的进一步开发工作交给乌拉尔车辆厂的列昂尼德·尼古拉耶维奇·卡尔采夫设计局，并开始研制下一代主战坦克，即后来的T-64。莫罗佐夫因T-64主战坦克的成果而被嘉奖列宁勋章。
第75工厂于1957年更名为马雷舍夫工厂，生产坦克发动机，后来开始生产T-54、T-55（1958年，有史以来产量最高的坦克）和T-64坦克（1967年开始）。T-64也在列宁格勒基洛夫工厂和乌拉尔机车车辆厂生产。20世纪60年代，KhKBM还设计了OT-54和TO-55火焰喷射坦克，由鄂木斯克运输机器制造厂生产。
1966年，坦克设计局（60部）和试验型坦克生产车间（190车间）合并为今天的哈尔科夫机械制造设计局（KhKBM）。
KhKBM于1985年设计了T-80UD，这是原本由燃气轮机驱动的T-80的柴油发动机型号。

## 生产

### 军事装备

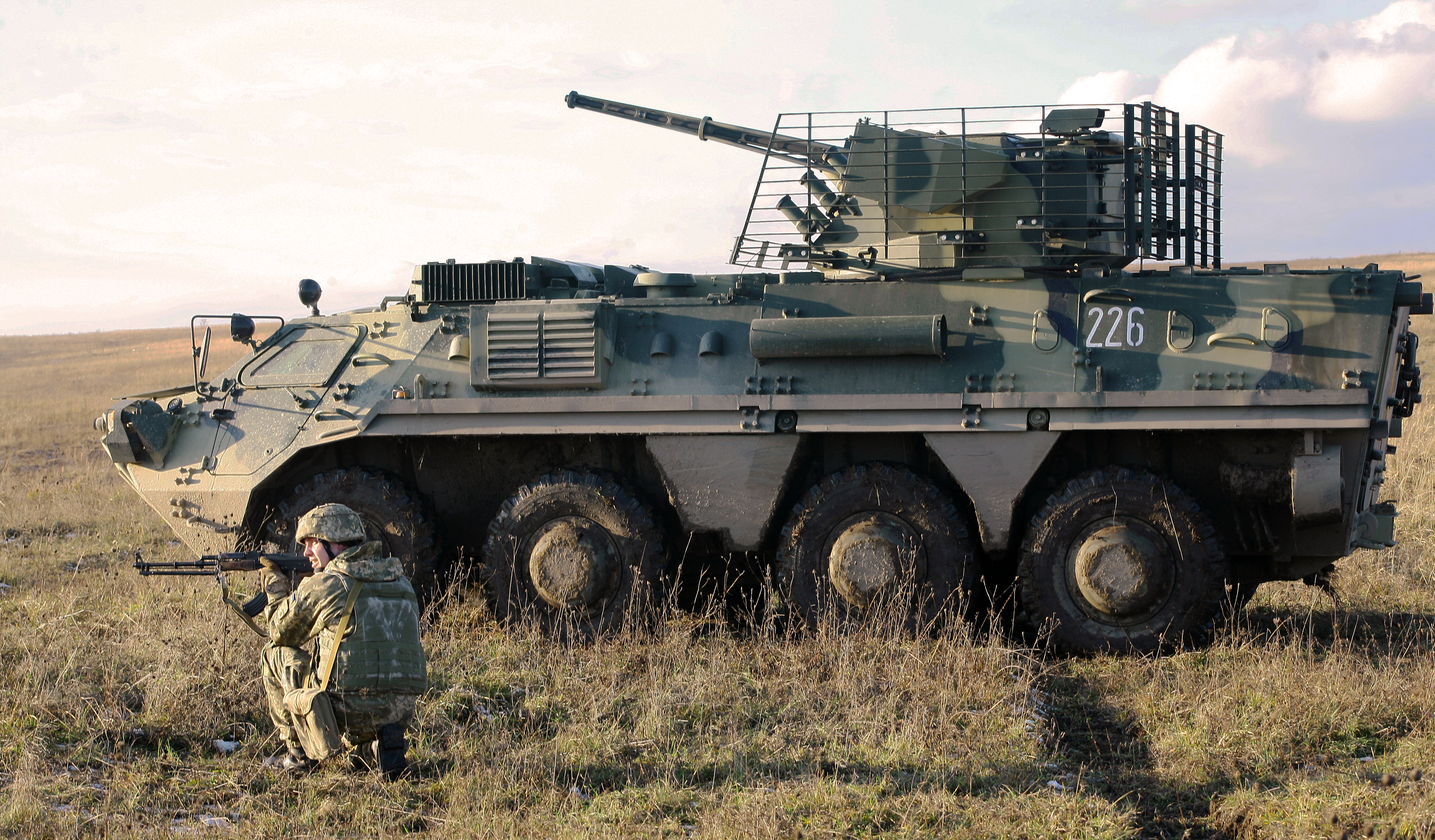
乌克兰武装部队使用的BTR-4

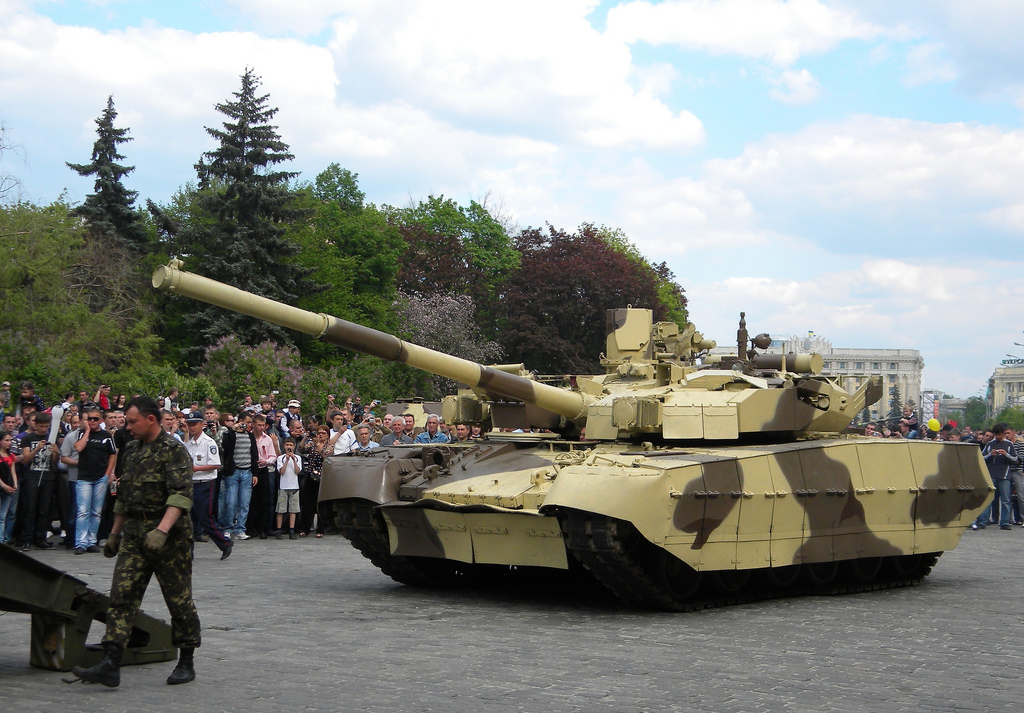
BM堡垒

苏联解体后，KhKBM和马雷舍夫工厂成为乌克兰主要的坦克设计和制造企业。然而，他们高度依赖俄罗斯工厂的零部件制造，尤其是下塔吉尔的乌拉尔机车车辆厂。 1996年，乌克兰和巴基斯坦签署了价值6.5亿美元的合同，交付320辆T-80UD坦克。俄罗斯出于政治动机阻碍了对零部件的供应，致使坦克的交付出现了问题。乌克兰被迫扩展本国的制造能力，而坦克交付合同于1999年签订。随后KhKBM开始向巴基斯坦供应6TD-2柴油发动机（安装至哈立德主战坦克），并协助巴基斯坦的阿兹拉坦克项目。
T-84于1999年入列乌克兰军方，更先进的BM堡垒于2001年开始服役。乌克兰在国际军火市场积极推销BM堡垒。BM堡垒可以搭配安装俄制主动防护系统和法国火控系统。T-84弯刀采用搭载自动装弹机的120毫米坦克炮，可发射北约弹药和反坦克导弹。这个型号已在希腊、土耳其和马来西亚进行过测试。
KhKBM还生产军用牵引车、教练机和模拟器，以及前苏联坦克和装甲输送车的升级套件。KhKBM的BTR-4装甲输送车已供应给伊拉克。

### 装甲输送车
- BTR-3U—由KhKBM、火炮武器（设计局）（烏克蘭語：Артилерійське озброєння (конструкторське бюро)）和阿联酋ADCOM制造有限公司组成的财团于2000年1月开发。[7]
- BTR-4—自BTR-3后的进一步开发改进的型号，提升了车体的防护性能。
- 监视-B（英语：Dozor-B）—研发于2005年，乌克兰使用
- BMP-55 (AFV-55)—装甲输送车，由T-55改装而成，重28.5吨。[8]

### 主战坦克
- T-80UD—目前主要由巴基斯坦使用
- T-84—由T-80UD改进而来
- T-84弯刀（烏克蘭語：Т-84-120 «Ятаган»）
- BM堡垒

### 柴油发动机
- 6TD-1
- 6TD-2—主要由巴基斯坦使用，安装于哈立德MBT

### 民用产品
- 监视-A（英语：Dozor-B#Variants）—2005年开发的高机动车辆，乌克兰使用。[9]
- UPG-92—履带式自行干粉式脉冲灭火车，适用于扑救A类（固体物质）、B类（液体物质）、C类（气体类物质）火灾和火灾。[10]
- KGS-25—履带式起重机[11]
- BG-1—履带式推土机[12]
- MT-3—小型拖拉机[13]